# Коломийський район (1940—2020)
Коломи́йський райо́н — колишній район України у центрі Івано-Франківської області. Районний центр: Коломия. Населення становить 100 511 осіб (на 1 серпня 2013). Площа району 1000 км². Район утворено 17 січня 1940 року. Мав у своєму складі три селища і 80 сіл.

## Географія
Розташований на південному сході Івано-Франківської області; район займає площу понад 1026 км².
Вигідне географічне розташування, зосередження у районі особливих природних ресурсів зі своєрідною флорою і фауною передгірних районів Карпат, сприятлива екологія, велика кількість пам'яток архітектури різних стилів та епох, приміська заповідна зона, збережені культурні традиції предків, відомі мистецькі осередки і мистецько-фестивальний імідж, а також історична спадщина без сумніву визначають Коломийщину як привабливий туристичний об'єкт.[джерело?]

### Природно-заповідний фонд
У Коломийському районі на площі близько 70 га поблизу села Княждвір зберігся тис Ягідний — Княждвірський тисовий гай. Княждвірські ліси — привабливий куточок Карпатського передгір'я, найбільший тисовий заповідник в Україні.
- Ботанічні заказники:

Княждвірський (загальнодержавного значення).
- Гідрологічні заказники:

Ріка Пістинька з прибережною смугою.
- Ботанічні пам'ятки природи:

Горіх сірий, Дуб Івана Франка, Дуб Карпінського, Магнолія.
- Геологічні пам'ятки природи:

Ковалівське буровугільне родовище.
- Заповідні урочища:

Кропивець, Облоги, Над станами, Під горою-1, Під горою-2, Плоски-1, Плоски-2, Стайки, Станіславівка, Толока, Чимшори, Шепарівський ліс.
- Дендрологічні парки:

Дендропарк, Парк (Коломия).

## Історія
На території Коломийського району розташовані найстародавніші поселення на Покутті: смт. Отинія (XIII ст.) — головний опорний пункт під час селянського повстання під проводом С.Височана (1648); смт. Печеніжин (XIV ст.) — місце народження О.Довбуша (1700—1745), керівника руху опришків на Покутті, с. Коршів (в письменних джерелах згадується вперше у 1434 році).
Район утворено 17 січня 1940 року.
Указом Президії Верховної Ради УРСР 23 жовтня 1940 р. до Коломийського району передані сільські ради:
- Назирнянська — з Гвіздецького району
- Троїцька — з Заболотівського району
- Іспаська — з Печеніжинського району.

6 червня 1957 р. до Коломийського району приєднано частину Печеніжинського району, 11 березня 1959 р. — частину Коршівського району, 30 грудня 1962 р. — Отинянський і Заболотівський райони та частини Городенківського, Ланчинського і Яблунівського районів, натомість частина Коломийського передана до Косівського.
05.02.1965 Указом Президії Верховної Ради Української РСР передано Виноградську сільраду Тлумацького району до складу Коломийського району.
Івано-Франківська обласна Рада рішенням від 21 лютого 1995 року передала Спаську сільраду з Косівського району до складу Коломийського району.

## Адміністративний устрій
Адміністративно-територіально район поділяється на 3 селищні ради та 47 сільських рад, які об'єднують 83 населені пункти та підпорядковані Коломийській районній раді. Адміністративний центр — місто Коломия, яке є містом обласного значення та не входить до складу району.

## Економіка
В економіці району провідне місце займає сільське господарство.

## Населення
Розподіл населення за віком та статтю (2020):
| Стать | Всього | До 15 років | 15-24 | 25-44  | 45-64  | 65-85  | Понад 85 |
| --- | ------ | ----------- | ----- | ------ | ------ | ------ | -------- |
| Чоловіки | 49 741 | 11 326      | 8140  | 15 323 | 9707   | 5096   | 149      |
| Жінки | 56 561 | 10 790      | 8021  | 14 865 | 11 764 | 10 357 | 764      |
| \| Статево-вікова піраміда \| Статево-вікова піраміда \| Статево-вікова піраміда \| \| ----------------------- \| ----------------------- \| ----------------------- \| \| Чоловіки \| Вік \| Жінки \| \| 149 \| 85 + \| 764 \| \| 375 \| 80-84 \| 1135 \| \| 867 \| 75-79 \| 2432 \| \| 1665 \| 70-74 \| 3120 \| \| 2189 \| 65-69 \| 3670 \| \| 2175 \| 60-64 \| 3337 \| \| 1700 \| 55-59 \| 2220 \| \| 2647 \| 50-54 \| 2970 \| \| 3185 \| 45-49 \| 3237 \| \| 3998 \| 40-44 \| 4050 \| \| 3822 \| 35-39 \| 3682 \| \| 3603 \| 30-34 \| 3398 \| \| 3900 \| 25-29 \| 3735 \| \| 4050 \| 20-24 \| 3921 \| \| 4090 \| 15-20 \| 4100 \| \| 4447 \| 10-14 \| 4250 \| \| 3779 \| 5-9 \| 3640 \| \| 3100 \| 0-4 \| 2900 \| |        |             |       |        |        |        |          |
| Статево-вікова піраміда |        |             |       |        |        |        |          |
| Чоловіки | Вік    | Жінки       |       |        |        |        |          |
| 149 | 85 +   | 764         |       |        |        |        |          |
| 375 | 80-84  | 1135        |       |        |        |        |          |
| 867 | 75-79  | 2432        |       |        |        |        |          |
| 1665 | 70-74  | 3120        |       |        |        |        |          |
| 2189 | 65-69  | 3670        |       |        |        |        |          |
| 2175 | 60-64  | 3337        |       |        |        |        |          |
| 1700 | 55-59  | 2220        |       |        |        |        |          |
| 2647 | 50-54  | 2970        |       |        |        |        |          |
| 3185 | 45-49  | 3237        |       |        |        |        |          |
| 3998 | 40-44  | 4050        |       |        |        |        |          |
| 3822 | 35-39  | 3682        |       |        |        |        |          |
| 3603 | 30-34  | 3398        |       |        |        |        |          |
| 3900 | 25-29  | 3735        |       |        |        |        |          |
| 4050 | 20-24  | 3921        |       |        |        |        |          |
| 4090 | 15-20  | 4100        |       |        |        |        |          |
| 4447 | 10-14  | 4250        |       |        |        |        |          |
| 3779 | 5-9    | 3640        |       |        |        |        |          |
| 3100 | 0-4    | 2900        |       |        |        |        |          |

Національний склад населення за даними перепису 2001 року:
| Національність | Кількість осіб | Відсоток |
| -------------- | -------------- | -------- |
| українці       | 105272         | 99,37 %  |
| росіяни        | 396            | 0,37 %   |
| поляки         | 87             | 0,08 %   |
| молдовани      | 40             | 0,04 %   |
| білоруси       | 37             | 0,03 %   |
| інші           | 108            | 0,10 %   |

Мовний склад населення за даними перепису 2001 року:
| Мова       | Кількість осіб | Відсоток |
| ---------- | -------------- | -------- |
| українська | 105456         | 99,54 %  |
| російська  | 380            | 0,36 %   |
| молдовська | 27             | 0,03 %   |
| білоруська | 24             | 0,02 %   |
| польська   | 13             | 0,01 %   |
| інші       | 40             | 0,04 %   |

## Політика
25 травня 2014 року відбулися Президентські вибори України. У межах Коломийського району було створено 83 виборчі дільниці. Явка на виборах складала — 72,51 % (проголосували 58 245 із 80 323 виборців). Найбільшу кількість голосів отримав Петро Порошенко — 63,81 % (37 164 виборців); Юлія Тимошенко — 17,77 % (10 352 виборців), Олег Ляшко — 9,38 % (5 465 виборців), Анатолій Гриценко — 4,03 % (2 349 виборців). Решта кандидатів набрали меншу кількість голосів. Кількість недійсних або зіпсованих бюлетенів — 0,70 %.

## Пам'ятки
Про багате історичне минуле Коломийщини свідчать пам'ятки архітектури, що збереглися до наших днів. У селах і селищах району є 54 споруди, які цінні своїм стилем, способом будівництва, використанням місцевих будівельних матеріалів. Найважливіші й найдавніші з них — костел бернардинів, келія монастиря і надбрамна дзвіниця у Гвіздці; церква св. Михайла у Великій Кам'янці; дзвіниця XVIII ст. і школа-дяківка в Печеніжині; церква Вознесіння Господнього у Струпкові; церква св. Юрія та дзвіниця в Баб'янці; костел — пам'ятка готичної архітектури в Отинії. А чого лише вартує перлина дерев'яної архітектури — Благовіщенська (або Спаська) церква в Коломиї, збудована в 1587 році і відома ще й своїм чудовим іконостасом і дзвіницею.

## Персоналії
Коломия завжди була важливим політичним і культурним центром. З містом пов'язана діяльність Івана Франка (1856—1916), М.Павлика (1853—1915), О.Терлецького (1850—1905).
У Коломиї жили і працювали: український педагог і громадський діяч Й.Кобринський (18 8-1901) — засновник музею народного мистецтва Гуцульщини та Покуття ім. Йосафата Кобринського, син Івана Франка — Петро Франко (1890—1941), художник Я.Пстрак, поет Ю.Шкрумеляк, письменниця Ірина Вільде. Тут народився відомий український композитор, народний артист України Анатолій Кос-Анатольський.
У Коломийській гімназії вчилися майбутні письменники, громадські діячі Василь Стефаник (1871—1936), Марко Черемшина (1874—1927), Мирослав Ірчан, Петро Козланюк.
- Андріяшко Роман Олексійович — заслужений журналіст України.